# Collegio di Gateshead Central and Whickham
Gateshead Central and Whickham è un collegio elettorale situato nel Tyne and Wear, nel Nord Est dell'Inghilterra, e rappresentato alla Camera dei comuni del Parlamento del Regno Unito. Elegge un membro del parlamento con il sistema first-past-the-post, ossia maggioritario a turno unico; l'attuale parlamentare è Mark Ferguson del Partito Laburista, che rappresenta il collegio dal 2024.

## Estensione
Il collegio comprende i seguenti ward del borgo metropolitano di Gateshead: Bridges; Chowdene; Deckham; Dunston and Teams; Dunston Hill and Whickham East; High Fell; Lobley Hill and Bensham; Low Fell; Saltwell; Whickham North e Whickham South and Sunniside.

## Membri del parlamento
| Elezione | Elezione | Deputato      | Partito   |
| -------- | -------- | ------------- | --------- |
|          | 2024     | Mark Ferguson | Laburista |

## Elezioni

### Elezioni negli anni 2020
| Partito                    | Partito                                      | Candidato                  | Risultati 4 luglio 2024 | Risultati 4 luglio 2024 |
| Partito                    | Partito                                      | Candidato                  | Voti                    | %                       |
| -------------------------- | -------------------------------------------- | -------------------------- | ----------------------- | ----------------------- |
|                            | Laburista                                    | Mark Ferguson              | 18 245                  | 45,37                   |
|                            | Reform UK                                    | Damian Heslop              | 8 601                   | 21,39                   |
|                            | Lib Dem                                      | Ron Beadle                 | 4 987                   | 12,40                   |
|                            | Conservatore                                 | Nick Oliver                | 4 628                   | 11,51                   |
|                            | Verdi                                        | Rachel Cabral              | 3 217                   | 8,00                    |
|                            | TUSC                                         | Norman Hall                | 369                     | 0,92                    |
|                            | Save Us Now                                  | Graham Steele              | 170                     | 0,42                    |
|                            |                                              |                            |                         |                         |
| Iscritti                   | Iscritti                                     | Iscritti                   | 69 827                  | 100,00                  |
| ↳ Votanti (% su iscritti)  | ↳ Votanti (% su iscritti)                    | ↳ Votanti (% su iscritti)  | 40 217                  | 57,60                   |
| ↳ Astenuti (% su iscritti) | ↳ Astenuti (% su iscritti)                   | ↳ Astenuti (% su iscritti) | 29 610                  | 42,40                   |
|                            |                                              |                            |                         |                         |
|                            | Esito: collegio a Laburista (nuovo collegio) |                            |                         |                         |